# Groupe de Clifford
 (novembre 2022).
Si vous disposez d'ouvrages ou d'articles de référence ou si vous connaissez des sites web de qualité traitant du thème abordé ici, merci de compléter l'article en donnant les références utiles à sa vérifiabilité et en les liant à la section « Notes et références ».
En mathématiques, le groupe de Clifford d'une forme quadratique non dégénéré sur un corps commutatif est un sous-groupe de nature algébrico-géométrique du groupe des éléments inversibles de l'algèbre de Clifford de cette forme quadratique.

## Définition
On note K un corps commutatif, V un espace vectoriel de dimension finie non nulle sur K,Q une forme quadratique non dégénérée sur V et 
φ la forme bilinéaire symétrique associé à Q. On note α l'involution principale de l'algèbre de Clifford de Q.
Le groupe de Clifford {\displaystyle \Gamma \,} est défini comme étant l'ensemble des éléments inversibles x de l'algèbre de Clifford tels que 
{\displaystyle xv\alpha (x)^{-1}\in V\,}, où
pour tout v dans V. 
Cette formule définit aussi une action du groupe de Clifford sur l'espace vectoriel V qui conserve la norme Q et donc, donne un homomorphisme du groupe de Clifford vers le groupe orthogonal. Le groupe de Clifford contient tous les éléments r de V de norme différente de zéro, et ceux-ci agissent sur V par les réflexions correspondantes que prennent v vers v − φ(v, r)r/Q(r)  (En caractéristique 2, ceux-ci sont appelés des transvections orthogonales plutôt que réflexions).
Beaucoup d'auteurs définissent le groupe de Clifford légèrement différemment, en remplaçant l'action {\displaystyle xv~\alpha (x)^{-1}\,} par {\displaystyle xvx^{-1}\,}. Ceci produit le même groupe de Clifford, mais l'action du groupe de Clifford sur V est changée légèrement : l'action des éléments impairs {\displaystyle \Gamma ^{1}\,} du groupe de Clifford est multiplié par un facteur extérieur à -1.
L'action utilisée ici possède plusieurs petits avantages : elle est conforme aux conventions usuelles de signes de superalgèbre, les éléments de V correspondent aux reflexions et dans les dimensions impaires, l'application du groupe de Clifford vers le groupe orthogonal est sur, et le noyau n'est pas plus grand que K*. L'utilisation de l'action {\displaystyle \alpha (x)vx^{-1}\,} à la place de {\displaystyle xv\alpha (x)^{-1}\,} ne fait pas de différence : elle produit le même groupe de Clifford avec la même action sur V.

### Propriétés
Le groupe de Clifford {\displaystyle \Gamma \,} est l'union disjointe de deux sous-ensemble {\displaystyle \Gamma ^{0}\,} et {\displaystyle \Gamma ^{1}\,}, où {\displaystyle \Gamma ^{i}\,} est le sous-ensemble des éléments de degré i. Le sous-ensemble {\displaystyle \Gamma ^{0}\,} est un sous-groupe d'indice 2 dans {\displaystyle \Gamma \,}. 
Si V est de dimension finie avec une forme bilinéaire non dégénérée alors les applications du groupe de Clifford sur le groupe orthogonal de V et le noyau consiste en éléments différents de zéro du corps K. Ceci conduit aux suites exactes
{\displaystyle 1\rightarrow K^{*}\rightarrow \Gamma \rightarrow O_{V}(K)\rightarrow 1,\,}
{\displaystyle 1\rightarrow K^{*}\rightarrow \Gamma ^{0}\rightarrow SO_{V}(K)\rightarrow 1.\,}
En caractéristique arbitraire, la norme de spin Q est définie sur le groupe de Clifford par
{\displaystyle Q(x)=x^{t}x\,}
C'est un homomorphisme du groupe de Clifford vers le groupe 
K* des éléments différents de zéro de K. Il coïncide avec la forme quadratique Q de V lorsque V est identifié avec un sous-espace d'algèbre de Clifford.
Plusieurs auteurs définissent la norme de spin légèrement différemment, c’est-à-dire qu'elle diffère de celle utilisée ici par un facteur de - 1, 2, ou - 2 sur {\displaystyle \Gamma ^{1}\,}. La différence n'est pas très importante.
Les éléments différents de zéro de K ont une norme de spin dans le groupe K*2 de carrés des éléments différents de zéro du corps K. Donc, lorsque V est de dimension finie et non-singulière, nous obtenons une application induite à partir du groupe orthogonal de V vers le groupe K*/K*2, aussi appelé la norme de spin. La norme de spin d'une réflexion d'un vecteur r possède comme image Q(r) dans K*/K*2, et cette propriété le définit uniquement dans le groupe orthogonal. Ceci donne les suites exactes :
{\displaystyle 1\rightarrow \{\pm 1\}\rightarrow Pin_{V}(K)\rightarrow O_{V}(K)\rightarrow K^{*}/K^{*2},\,}
{\displaystyle 1\rightarrow \{\pm 1\}\rightarrow Spin_{V}(K)\rightarrow SO_{V}(K)\rightarrow K^{*}/K^{*2}.\,}
Note : En caractéristique 2, le groupe {±1} possède simplement un élément.